# Turzi
Turzi est un groupe de musique électronique français, originaire de Versailles, dans les Yvelines, formé autour de Romain Turzi.

## Biographie

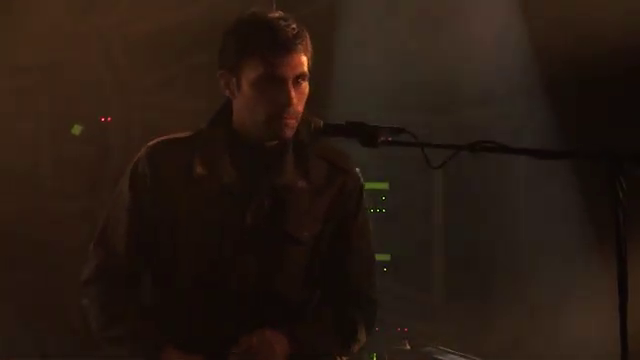
Romain Turzi en 2017.

Turzi est formé à Versailles et mené par Romain Turzi dont les multiples références musicales sont à trouver notamment du côté du giallo italien (pays de ses origines), du rock psychédélique, de la musique électronique voire de l'afrobeat. Le groupe signe sur le label Record Makers, cofondé par les membres du groupe Air, et sort son premier EP en 2006 intitulé Made Under Authority,. Pour Shoot Me Again Magazine, l'album rend « hommage au krautrock et au psychédelisme des années 70 ».
Un premier album voit le jour sous le titre sobre de A en 2007, suivi par B en 2009. Leur troisième album, C, sort le 16 mars 2015 sur le label Record Makers,. L'album propose neuf morceaux tous nommés à l'effigie de noms de volatiles (Cygne, Coq, , etc.),.

## Style musical
Le style musical du groupe a été qualifié de post-rock, rock disciplinaire, krautrock, revival krautrock, musique électronique, et electro-rock.

## Discographie

### Remixes
- 2005 : Sébastien Tellier - La Ritournelle, Return In Hell by Turzi
- 2009 : Phoenix - Love Like a Sunset
- 2009 : Wolfmother - White Feather
- 2011 : Arnaud Rebotini - The First Thirteen Minutes of Love
- 2012 : Don Nino - Beats
- 2013 : Kavinsky - Protovision, Turzi Crack Remix
- 2013 : Hypnolove - Come to My Empire, Texas Dream Distortion Remix, by Turzi

### Créations
- 2007 : Fritz Lang - Metropolis
- 2012 : Friedrich Wilhelm Murnau - Nosferatu le vampire

### Musiques de film
- 2011 : Alexandre Courtès - The Incident
- 2012 : Nicolas Klotz - Low Life
- 2012 : Héléna Klotz - L'Âge atomique